# Teatro Stabile (Catania)
Das Teatro Stabile di Catania („Stehendes Theater von Catania“) ist ein 1958 gegründeter Theaterbetrieb in der sizilianischen Stadt Catania in Italien. Es ist das erste stehende Theater von Süditalien und hat seit 1969 seinen Hauptsitz im 609 Plätze fassenden Teatro Verga im Quartier Cibali.

## Geschichte

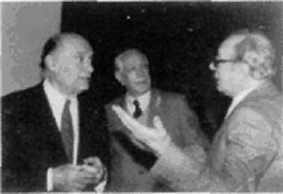
Drei der Theatergründer im Gespräch: der Schauspieler Turi Ferro, der Maler Nunzio Sciavarrello und der langjährige künstlerische Leiter Mario Giusti

Das Teatro Stabile wurde am 20. Oktober 1958 als Ente Teatro di Sicilia („Theateranstalt von Sizilien“) gegründet. Federführend dabei waren Mario Giusti als künstlerischer Leiter und Gaetano „Tanino“ Musumeci als Präsident, ferner die Schauspieler Turi Ferro, Ida Carrara, Michele Abruzzo und Umberto Spadaro. 1962 erhielt das Theater den Status eines stehenden Theaters, d. h. einer autonomen Einrichtung mit festem Ensemble, die als öffentliche Dienstleistung operiert und lokal verankert ist, und damit seinen heutigen Namen. Es war das erste seiner Art in Süditalien. Chiara Merli zählt es zur ersten Generation stehender Theater im Italien der Nachkriegszeit, die ausgehend vom Piccolo Teatro in Mailand 1947 bis 1964 gegründet wurden.

## Spielstätten

### Teatro Angelo Musco (1958–2016)

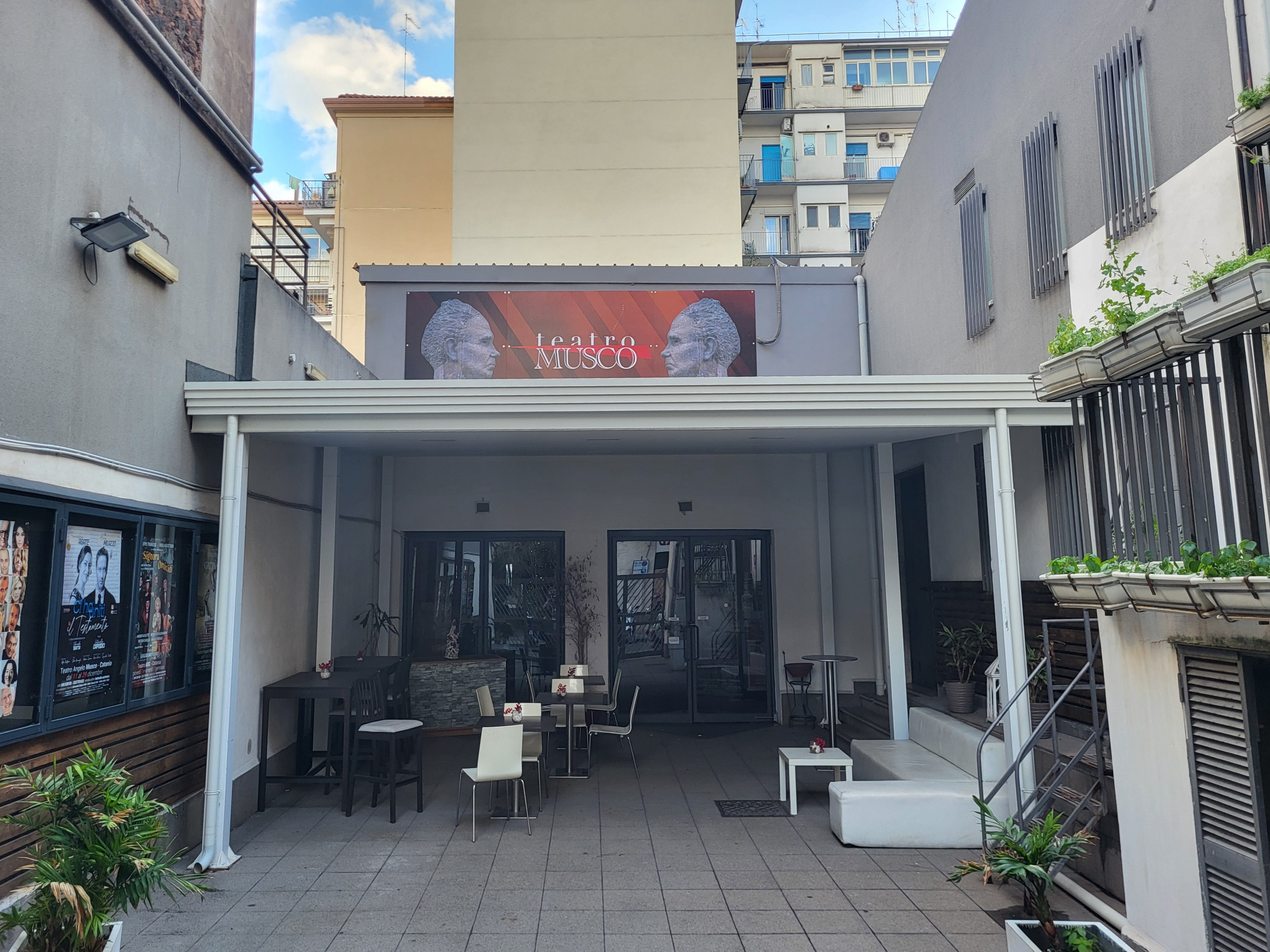
Teatro Musco in Catania, erste Spielstätte des Teatro Stabile

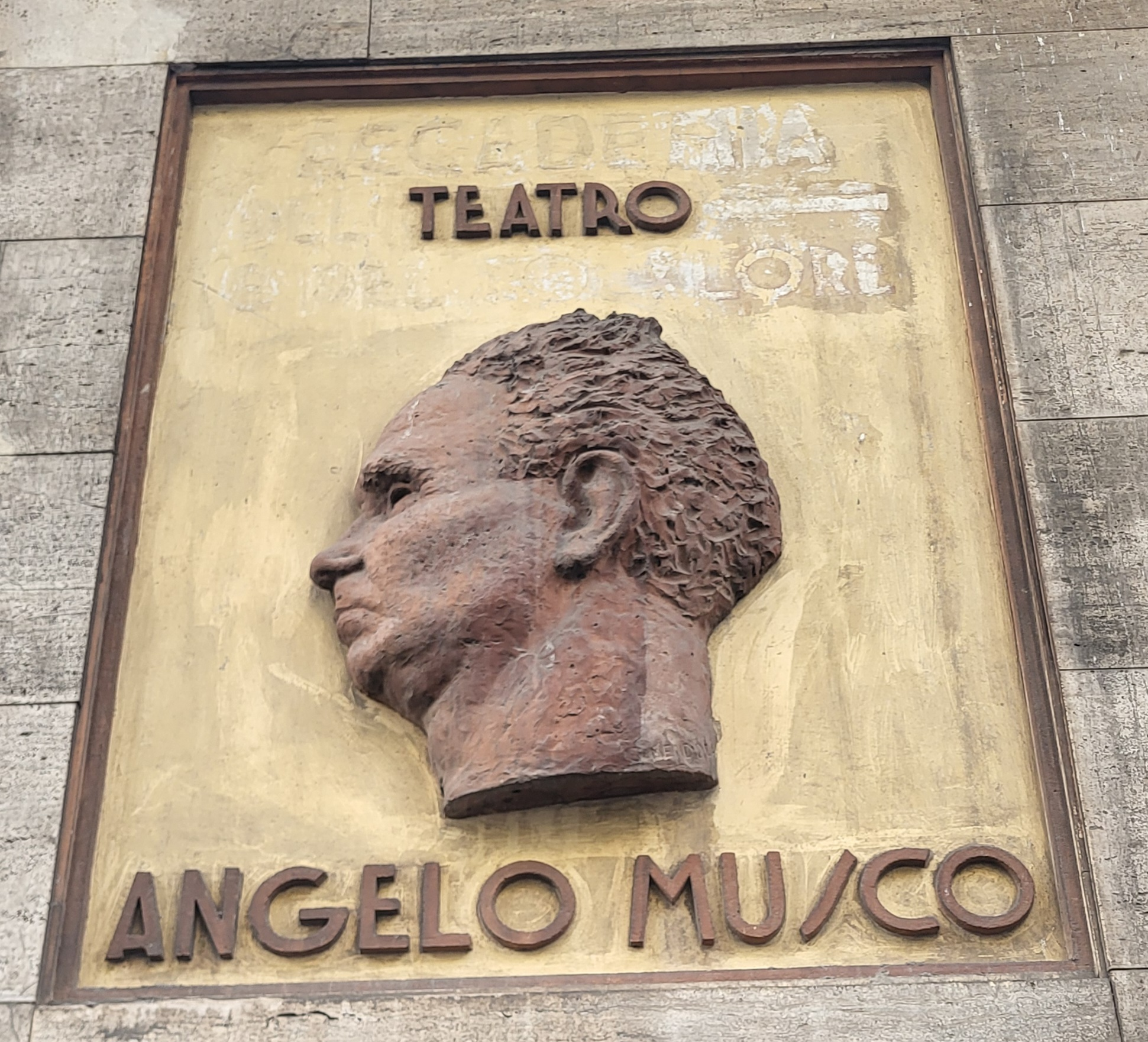
Basrelief über dem ehemaligen Haupteingang des Teatro Angelo Musco, die ersetzte Inschrift aus der Gründerzeit als Theaterakademie ist noch erkennbar

Bis 1969 war das Teatro Angelo Musco, benannt nach dem Cataneser Schauspieler Angelo Musco (1872–1937), an der Via Umberto I die einzige Bühne des Teatro Stabile. Das Theater wurde nach Plänen des Architekten Leonardo Patanè gebaut und 1957 von der Tourismusbehörde der Provinz Catania als Theaterakademie eröffnet. 1958 fand das frisch gegründete Teatro Stabile hier seine Heimstätte. Der Saal war klein und bot nur wenig mehr als 250 Zuschauern Platz. 1972 wurde das Theater bei einem Brand zerstört und sogleich wiederaufgebaut, wobei man die Kapazität leicht erhöhen konnte. Auch wenn das Teatro Stabile 1969 seinen Hauptsitz ins Teatro Verga verlegte, nutzte es die kleinere Bühne weiterhin als Zweitsitz, teilweise für das Hauptprogramm, vor allem aber für Aufführungen für Schulklassen. Weil es seit April 2016 die Miete nicht mehr bezahlen konnte, musste das Teatro Stabile das Gebäude am 8. Juli 2016 räumen.
Am 13. Dezember 2017 wurde das Teatro Angelo Musco als MusT („Musco Teatro“) unter neuer Führung, die vom Regisseur Giuseppe Dipasquale präsidiert wurde, wieder eröffnet. Seit einem erneuten Führungswechsel 2021 spielt hier das Teatro ABC. Eröffnet wurde diese Ära am 14. Dezember 2021 mit der Aufführung von Nino Martoglios San Giovanni Decollato.

### Teatro Verga (seit 1969)

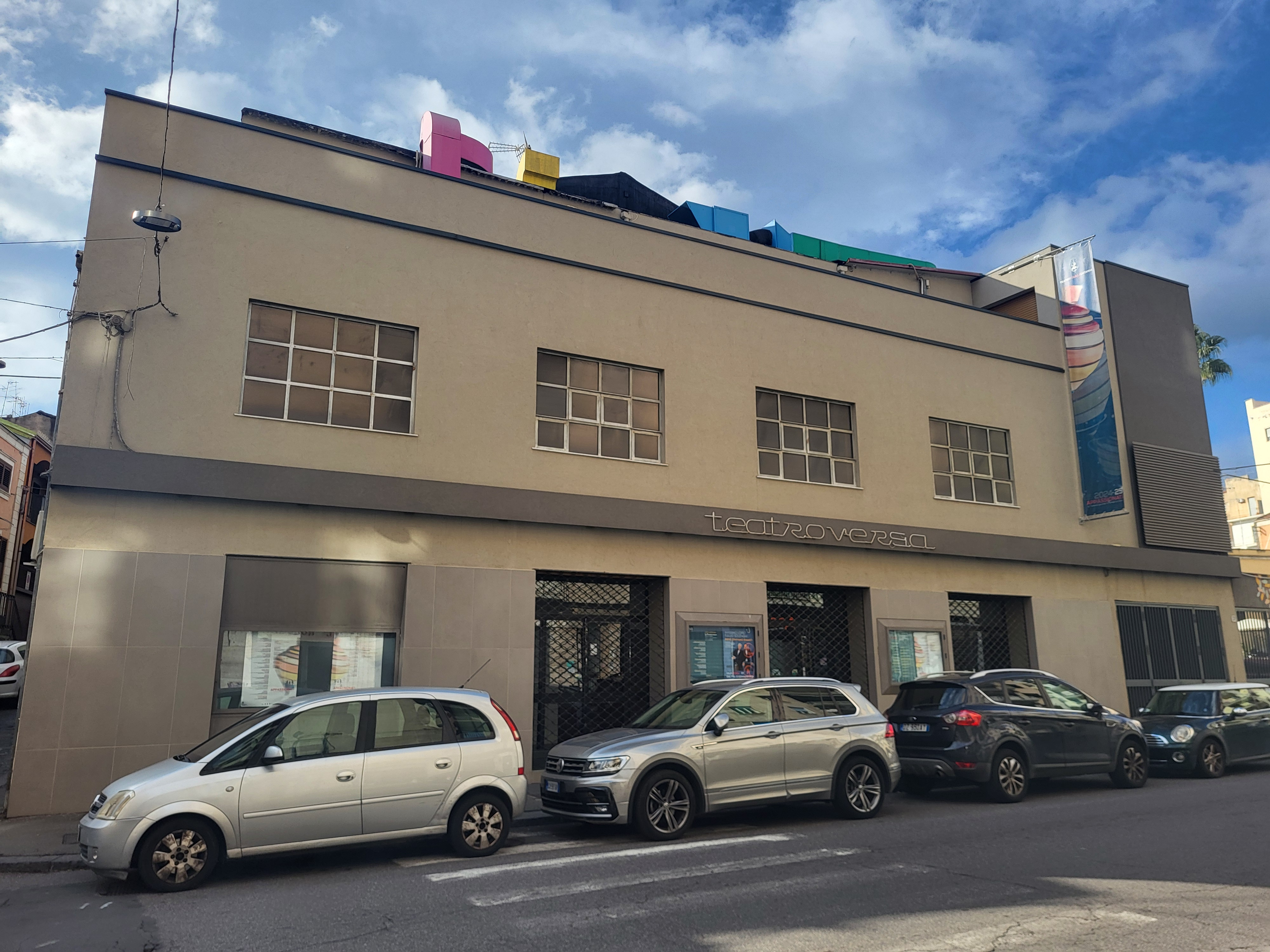
Teatro Verga in Catania

Da die Platzverhältnisse des Teatro Angelo Musco angesichts der Zunahme der Abonnenten von 75 auf 13'000 deutlich zu klein wurden, verlegte das Teatro Stabile 1969 seinen Hauptsitz in das größere Teatro delle Muse („Theater der Musen“) an der heutigen Via Giuseppe Fava in nächster Nachbarschaft zum Stadio Angelo Massimino des Fußballclubs Catania SSD. Im Gebäude hatte sich zuvor ein Kino befunden. Es wurde 1981 bei einem Brand zerstört und unter dem neuen Namen Teatro Verga, benannt nach dem Cataneser Schriftsteller Giovanni Verga (1840–1922), wiederaufgebaut. Der Saal verfügt über eine Galerie und bietet 609 Zuschauern Platz.

### Sala Futura (seit 2021)

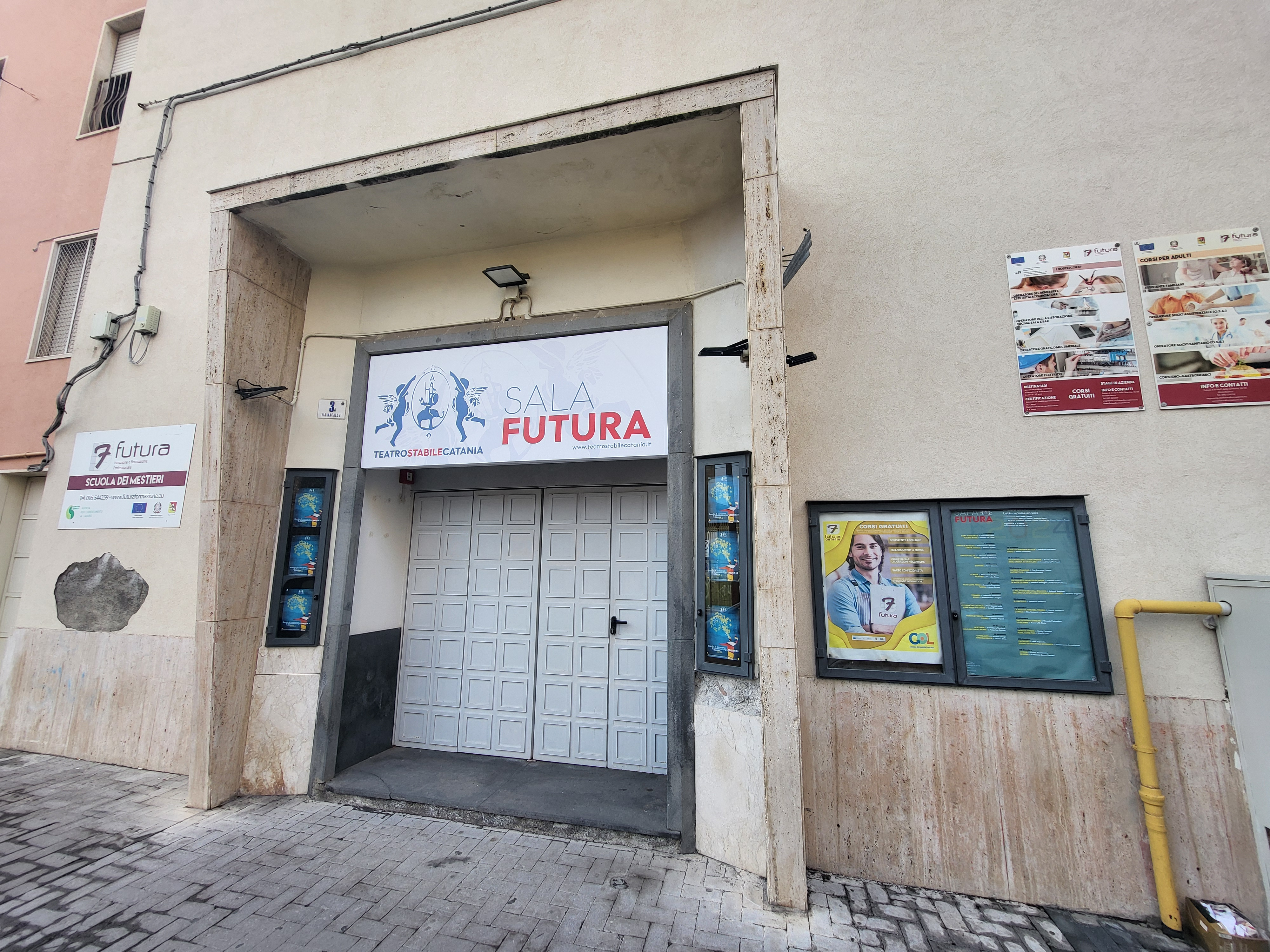
Sala Futura in Catania

Seit Herbst 2021 stellt die Gemeinde Catania dem Teatro Stabile die Sala Futura („Zukunftssaal“) zur Verfügung, in der es seither wie zuvor im Teatro Angelo Musco Aufführungen für Schulklassen veranstaltet, aber auch Proben neuer Produktionen und experimentelles Theater zeigt.

## Spielplan
Bis heute hat das Teatro Stabile etwa 500 Stücke aufgeführt. Der Schwerpunkt der Produktionen liegt auf Dramen sizilianischer Autoren wie Giovanni Verga, Pier Maria Rosso di San Secondo, Luigi Capuana, Nino Martoglio und Luigi Pirandello. Ferner werden regelmäßig epische Schlüsselwerke der sizilianischen Literatur dramatisiert, so bereits Die Malavoglia (1881) und Mastro-Don Gesualdo (1889) von Giovanni Verga, Die Vizekönige (1894) von Federico De Roberto, Gespräch in Sizilien (1939) von Elio Vittorini, Der Leopard (1958) von Giuseppe Tomasi di Lampedusa, Das Pesthaus (1981) und Die Lügen der Nacht (1988) von Gesualdo Bufalino, Die stumme Herzogin (1990) von Dacia Maraini, Die sizilianische Oper (1995) von Andrea Camilleri, La creata Antonia (2001) von Silvana La Spina und Retablo (2005) von Vincenzo Consolo. Es wurden auch schon politische Texte des Schriftstellers Leonardo Sciascia und des Antimafia-Journalisten Giuseppe Fava inszeniert. Der Cantautore Tony Cucchiara produzierte seine Musicals Pipino il breve (1978), Stracci (1986) und Don Chisciotto di Girgenti (1990) in Zusammenarbeit mit dem Teatro Stabile und ließ sie hier uraufführen.
Daneben führt das Teatro Stabile stets auch internationale Schauspiele im Programm, beispielsweise von Sophokles, Plautus, Shakespeare, Molière, Dostojewski, Tschechow, Ibsen, Lorca, Gorki, Eliot, Harwood oder Schmitt.